# Fargesia melanostachys
Fargesia melanostachys là một loài thực vật có hoa trong họ Hòa thảo. Loài này được (Hand.-Mazz.) T.P.Yi mô tả khoa học đầu tiên năm 1983.